# Renato Olmi
Renato Olmi (Trezzo sull'Adda, 12 de juliol de 1914 - Crema, 15 de maig de 1985) fou un futbolista italià de les dècades de 1930 i 1940.
Pel que fa a clubs, destacà a l'Ambrosiana-Inter i a la Juventus FC a primera divisió, i a l'AC Crema, US Cremonese, i Brescia Calcio en categories inferiors.
Fou internacional amb Itàlia, amb la qual disputà 3 partits i participà en el Mundial de 1938 on es proclamà campió.